# Fabrizio Tosini
Fabrizio Tosini (Parma, 30 novembre 1969) è un ex bobbista italiano.

## Biografia
Atleta ventenne, iniziò a dedicarsi attivamente al bob nel 1989, quando fu selezionato per la Nazionale di bob dell'Italia come pilota e iniziò a partecipare alle principali competizioni internazionali, mostrando a volte risultati piuttosto buoni. Tuttavia, a causa dell'elevata concorrenza nella squadra, per molto tempo è stato costretto a gareggiare in gare secondarie meno significative fino al 1997, quando ha mostrato il suo lato migliore ai Campionati italiani di bob, vincendo la sua prima medaglia d'argento in coppia con Marcantonio Stiffi.
A 28 anni ha partecipato ai Giochi olimpici di Nagano 1998 sia nel bob a due che in quello a quattro. Nel primo, in coppia con Enrico Costa, è arrivato 14° con il tempo totale di 3'39"61 nella gara vinta dai connazionali Huber e Tartaglia ex aequo con la coppia Canada-1. Nel secondo, invece, ha chiuso 20° in 2'43"02, insieme allo stesso Costa e a Sergio Chianella e Andrea Pais De Libera. Un mese prima aveva preso parte agli Europei di Igls, in Austria arrivando 9º nel bob a due.
L'anno successivo ha concluso 10° nel bob a quattro agli Europei di Winterberg, in Germania e 9° nel bob a due ai Mondiali di Cortina d'Ampezzo.
Nel 2000 si è migliorato arrivando 7º nel bob a due e 8° nel bob a quattro agli Europei di Cortina d'Ampezzo e 8° nel bob a due ai Mondiali di Altenberg, in Germania.
Due anni dopo ha preso parte di nuovo alle Olimpiadi, quelle di Salt Lake City 2002, anche in questo caso sia nel bob a due che in quello a quattro, arrivando 11º nel primo, in coppia con Cristian La Grassa, in 3'12"60 e 19° nel secondo, in 3'10"96, insieme a Giona Cividino, Andrea Pais De Libera e Massimiliano Rota.
Nel 2003 è arrivato 7° nel bob a due e 11° nel bob a quattro agli Europei di Winterberg, in Germania, 15° e 13° ai Mondiali di Lake Placid, negli Stati Uniti.
Nel 2004 ai Mondiali di Schönau am Königssee, in Germania, ha chiuso 14° nel bob a due e 8° in quello a quattro, nel 2005 a Calgary, in Canada, 12° e 15°.
A Torino 2006 ha partecipato per la terza volta ai Giochi olimpici, concludendo 13º nel bob a due in coppia con Samuele Romanini in 3'46"11 e 11° in quello a quattro in 3'42"61, insieme ad Antonio De Sanctis, Giorgio Morbidelli e Luca Ottolino. Il mese prima agli Europei di St. Moritz, in Svizzera, era arrivato 10° nel bob a due.
Nel 2007 ha terminato 10° nel bob a due e 9° in quello a quattro agli Europei di Cortina d'Ampezzo, 16° e 19° ai Mondiali di St. Moritz, in Svizzera.
Nel 2008 è arrivato 9° nel bob a quattro agli Europei di Cesana Torinese, 15° nel bob a due e 14° in quello a quattro ai Mondiali di Altenberg, in Germania.
Nel 2009 ha chiuso 23° nel bob a due ai Mondiali di Lake Placid, negli USA.
L'anno successivo è 15° nel bob a due agli Europei di Igls, in Austria, e ha preso parte alla sua quarta Olimpiade, quella di Vancouver 2010, stavolta solo nel bob a due, dove, in coppia con Sergio Riva, ha terminato 17° in 3'30"66. Nell'occasione è stato il più anziano atleta della spedizione azzurra alle Olimpiadi canadesi, con i suoi 40 anni.
È l'atleta più medagliato dei campionati italiani, con 16 medaglie, 6 d'oro (3 nel bob a due e 3 in quello a quattro), 8 d'argento (7 nel bob a due e 1 nel bob a quattro) e 2 di bronzo, entrambe nel bob a quattro.

## Palmarès

### Campionati italiani
- 16 medaglie:
  - 6 ori (Bob a quattro nel 2000, bob a due nel 2002, bob a due e a quattro nel 2003 e 2004)
  - 8 argenti (Bob a due nel 1997, 1998 e 2000, bob a due e a quattro nel 2001, bob a due nel 2005, 2006 e 2009)
  - 2 bronzi (Bob a quattro nel 1992 e 1996)